# STS-29
STS-29 foi uma missão do ônibus espacial Discovery, que colocou em órbita terrestre um satélite de transmissão e rastreamento de dados, o Tracking and Data Relay Satellite (TDRS).

## Tripulação
| Posição                  | Astronautas     |
| ------------------------ | --------------- |
| Comandante               | Michael Coats   |
| Piloto                   | John Blaha      |
| Especialista de missão 1 | James Bagian    |
| Especialista de missão 2 | James Buchli    |
| Especialista de missão 3 | Robert Springer |

## Hora de acordar
As mesmas seriam tocadas na STS-51-L, mais devido a explosão do ônibus espacial as músicas foram deixadas para essa missão. As músicas tocadas foram:
- 2° Dia: Hold Me, de Whitney Houston e Teddy Pendergrass.
- 3° Dia: Empty Garden, de Elton John.
- 4° Dia: Golden Years, de David Bowie
- 5° Dia: Massachusetts, do grupo Bee Gees.

Outras duas músicas foram deixadas para a seguinte missão, a STS-30.

## Principais fatos
O ônibus espacial Discovery decolou da plataforma B do complexo de lançamento 39, no Centro Espacial John F. Kennedy, às 9:57 a.m. EST de 13 de Março de 1989. O lançamento havia sido agendado originalmente para o dia 18 de Fevereiro, porém foi adiado para permitir a substituição de bombas de oxigênio líquido suspeitas nos três motores principais. A nova data, em 11 de Março não foi possível o lançamento devido à falha de um controlador principal quando o veículo foi ligado durante a checagem pré-lançamento. O controlador foi substituído. No novo dia do lançamento, em 13 de Março, a decolagem foi interrompida em T-9 minutos, por cerca de duas horas, devido à neblina em terra e aos fortes ventos superiores. Esta foi a oitava missão do Discovery e a vigésima oitava missão a utilizar um ônibus espacial.
A carga primária era o terceiro e último componente da frota de Tracking and Data Relay Satellite (TDRS) em órbita geossíncrona. Os três satélites em órbita foram estacionados sobre o equador a cerca de 35.887 metros acima da Terra; dois deles com 130 graus de separação e o terceiro localizado entre os dois.
No primeiro dia de voo, um dos três tanques criogênicos de oxigênio que alimentam as células de combustível que produzem eletricidade exibiram flutuações erráticas de pressão. O tanque foi desativado enquanto os engenheiros estudavam o problema, e foi recomendado a tripulação que economiza-se a energia elétrica. O tanque foi reativado no terceiro dia de voo, em 15 de março, e operou com sucesso.
A aterrissagem ocorreu em 18 de março de 1989, na órbita 80, uma órbita antes do planejado, de modo a evitar um possível surgimento de ventos fortes no local de aterrissagem. O pouso ocorreu na Pista 22 da Base Aérea de Edwards na Califórnia, às 6:35 hora local. O tempo de duração total da missão foi de 4 dias, 23 horas, e 39 minutos.
Os membros da missão eram o comandante Michael L. Coats, o piloto John E. Blaha, e os especialistas da missão James F. Buchli, Robert C. Springer e John P. Bagian. Este foi o primeiro voo espacial de Blaha, Springer e Bagian.

## Carga e Experimentos

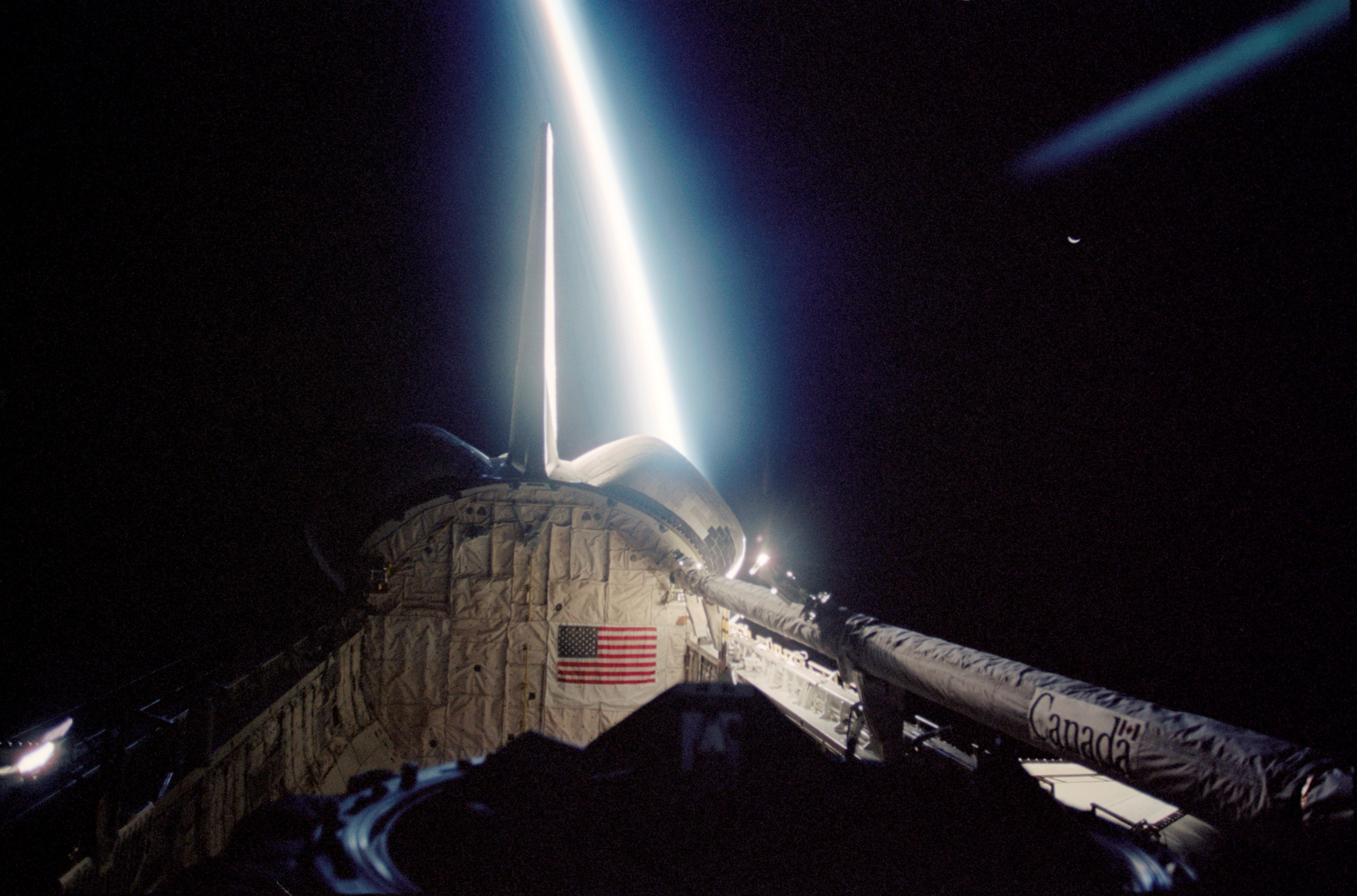
O Horizonte da Terra visto do Discovery.

O Tracking and Data Relay Satellite (TDRS-D),que se tornou o TDRS-4 no espaço,impulsionado pelo Inertial Upper Stage (IUS,) foi lançado do compartimento de carga com menos de seis horas após a decolagem do Discovery, às 3:12 a.m. EST. A ignição do primeiro estágio de órbita do IUS ocorreu uma hora depois, e a segunda queima, para circularizar sua órbita, ocorreu 12 horas e 30 minutos após o início da missão. O satélite estacionou em 41 graus de longitude oeste.
Havia oito cargas secundárias, incluindo dois experimentos com envolvimento de estudantes. Um experimento de um estudante, utilizando quatro ratos vivos com pequenos pedaços de ossos removidos, foi feito para testar se os efeitos ambientais de um voo espacial sobre a recuperação dos ossos. O outro experimento de estudantes era colocar 32 ovos de galinhas para determinar os efeitos do voo espacial nos embriões fertilizados das galinhas.
Um experimento, montado no compartimento de carga, foi considerado "parcialmente bem sucedido". O Space Station Heat Pipe Advanced Radiator Element, um sistema de resfriamento potencial para a estação espacial Freedom, operou continuamente por menos de 30 minutos sobre cargas alimentadas eletricamente. A falha foi atribuída a um erro no projeto do equipamento.
Todos os outros experimentos foram operados com sucesso. Cristais foram obtidos de todas as proteínas no Experimento de Crescimento de Cristais de Proteínas. O Divisão de Cromossomos e Células de Plantas no Espaço (CHROMEX), um experimento de ciências biológicas, foi desenvolvido para mostrar os efeitos da microgravidade no desenvolvimento das raízes. Uma câmera IMAX (70 mm) foi utilizada para filmar uma variedade de cenas, incluindo os efeitos das enchentes, furacões, queimadas e erupções vulcânicas na Terra.